# Mauricio Martínez
Mauricio Martínez (Santo Tomé (Santa Fé), 20 de fevereiro de 1993) é um futebolista profissional argentino que atua como meia. Atualmente, joga pelo LDU Quito.

## Carreira
Mauricio Martínez fez parte do elenco da Seleção Argentina de Futebol nas Olimpíadas de 2016.